# Paul Todd (Musiker)
Paul Todd ist ein Gitarrist, der 1979 das Mitglied mit der kürzesten Verweildauer bei Iron Maiden während ihrer Anfangszeit war. Später fand er bei zwei anderen von ihm gegründeten Bands (More und Sweeny Todd) Erwähnung als Gitarrist der Stilrichtung New Wave of British Heavy Metal. Todds Gründung von More erwies sich allerdings ohne Paul Todd als eine langlebige Bandgründung.

## Iron Maiden
Paul Todd fand über eine Anzeige bei Melody Maker zu Iron Maiden, die einen neuen Gitarristen suchten. Ein Vorspiel in den Hollywood Studios in London verlief erfolgreich. Eine Fotoaufnahme mit der Band wurde gefertigt, allerdings soll sich Todd von der Aussicht auf einen Auftritt vor einem derart enthusiastischen Publikum, wie er es bei einem Iron-Maiden-Konzert auf Einladung von Steve Harris zu sehen bekam, abgeschreckt gefühlt haben, so dass seine Absage zu dem Bedauern von Harris folgte.

## More
Paul Todd bildete mit Kenny Cox (Guitar), Brian Day(Bass) und Frank Darch (Drums) die Besetzung der Band Defender, aus der schließlich nach Aufnahme von Paul Day die Gruppe More wurde - als deren Gründer er somit gilt. Paul Todd verließ die Band, bevor er an Schallplattenaufnahmen teilnehmen konnte. Auf den Veröffentlichungen von Schallplatten der Gruppe More ist Todd bereits ersetzt. Lediglich einige BBC-Aufnahmen existieren (BBC Radio 1 Rock Show Sessions - 1980: Atomic Rock, I Have No Answers, Soldier (BBC Metal Explosion LP), Way Of The World).

## Sweeny Todd
Im Jahre 1985 wird noch von dieser Band berichtet, die mit folgenden Musikern besetzt war: Paul Todd (Guitar), Clive Brown (Vocals) - dieser ersetzt durch John 'Oz' Osmond  (Vocals) - , Chris Gregory (Guitar), Tim Collins (Bass), Gary Wise (Drums). Weiteres ist nicht bekannt.

## Trivia
Laut zwei Quellen soll sich Paul Todd nach nur zwei Tagen wieder von Iron Maiden getrennt haben, da seine Freundin ihn dort nicht haben wollte.
Die Abschiedsworte von Steve Harris bei Paul Todds telefonischer Absage sollen gewesen sein "You'll be sorry!"

## Diskografie
- Iron Maiden - Studio Demo Tracks, Jailbait Records[8]
- Metal Explosion (BBC Sampler), Soldier (More mit Paul Todd)[2]

## Weiterführende Literatur
- Garry Bushell, Ross Halfin, 'Running Free, The Official Story of Iron Maiden' 2. Auflage 1985, Zomba Books, ISBN 0-946391-84-X, https://archive.org/details/ironmaidenrunnin00bush
- Video 23. November 2004, 'The History of Iron Maiden – Part 1: The Early Days', DVD, EMI 2004
- Mick Wall, 'Iron Maiden: Run to the Hills, the Authorised Biography', 3rd edition, Sanctuary Publishing 2004, ISBN 1-86074-542-3